# کینگزگیت، کیرکلند، واشینگتن
کینگزگیت (به انگلیسی: Kingsgate) یک منطقهٔ مسکونی در ایالات متحده آمریکا است که در کرکلند، واشینگتن واقع شده‌است. کینگزگیت ۶٫۰ کیلومتر مربع مساحت و ۱۳٬۰۶۵ نفر جمعیت دارد و ۹۹ متر بالاتر از سطح دریا واقع شده‌است.